# ゲームビズ
株式会社ゲームビズ（英: gamebiz Inc.）は、コンピュータゲームおよび関連ビジネス情報のニュースサイト「gamebiz」およびアニメ情報のニュースサイト「AnimeRecorder」を運営する日本の企業。株式会社ブシロードの完全子会社。

## 概要
証券専門紙記者やゲームデベロッパーの上場準備・広報担当を務めた木村英彦（現取締役・編集長）が2010年に開設した個人ニュースサイト「ソーシャルゲーム情報」が前身。運営主体は2011年にgloopsの出資を得て「ソーシャルゲームインフォ株式会社」の名称で法人化し、コロプラ傘下を経て2020年9月よりブシロードの子会社となった。
開設当初はサイト名の通りソーシャルゲームやオンラインゲームのサービス開始・終了に関する情報が中心であったが、運営主体が法人化して以降はゲームメーカーや近縁のメディア関連企業の買収や資本・業務提携、官報掲載の決算公告に関するビジネス系のニュースも取り扱うようになった。姉妹サイトにアニメ系ニュースを取り扱う「Anime Recorder」がある。

## 沿革
- 2010年8月 - 木村英彦（現編集長、取締役）が個人ニュースサイト「ソーシャルゲーム情報」を開設[5]
- 2011年1月 - gloopsの出資により「ソーシャルゲームインフォ株式会社」を設立、法人化[2]
- 2013年3月 - コロプラがソーシャルゲームインフォを買収[6]
- 2016年10月 - 社名を「株式会社ソーシャルインフォ」に改称
- 2018年2月 - 社名を「株式会社ビジプル」に改称、コロプラからグッズ製造・販売およびイベント関連事業を譲り受ける
- 2019年
  - 5月 - 社名を「株式会社ソーシャルインフォ」に戻す
  - 8月 - アニメ系ニュースサイト「Anime Recorder」の運営権を取得し、姉妹サイトとする
- 2020年9月 - ブシロードがコロプラからソーシャルインフォの全株式を取得して子会社化[4]、ブシロードで『BanG Dream!』プロジェクトのプロデューサーを務める根本雄貴が兼任で代表取締役社長に就任する[7][8][9]
- 2021年
  - 7月 - サイト名を「Social Game Info」からURLに合わせた「gamebiz」へ変更
  - 9月1日 - 運営企業の名称を「株式会社ゲームビズ」へ変更、長谷川将司が代表取締役社長に就任
- 2022年7月1日 - ブシロードムーブ取締役を務める大貫佑介が兼任で代表取締役社長に就任する[10][11]

## 運営サイト
2021年10月時点では、以下の2サイトを運営している。

### gamebiz
gamebiz（ゲームビズ）は、コンピュータゲームおよび関連ビジネスの情報を取り扱うニュースサイト。
サイト名は法人化した2011年以降、長らく「Social Game Info」を称していたがニュースの取り扱い範囲がソーシャルゲームやオンラインゲームに留まらなくなったこともあり、2021年7月27日より開設当初からのURL"gamebiz.jp"に合わせた「gamebiz」へ改称、運営企業の名称も同年9月1日付で「株式会社ゲームビズ」となった。名称が類似する「GameBusiness.jp」は競合サイトの1つだが、イードの運営でありゲームビズと資本・人事等の面で直接の関係は無い。

### Anime Recorder
Anime Recorder（アニメレコーダー）はアニメ関連の情報を取り扱うニュースサイト。
2014年に開設され、2019年8月に当時のソーシャルインフォが運営権を取得して姉妹サイトとなった。